# 広島市立五月が丘小学校
広島市立五月が丘小学校（ひろしましりつさつきがおかしょうがっこう）は、広島県広島市佐伯区五月が丘二丁目にある公立小学校。

## 沿革
- 1977年（昭和52年）4月1日 - 五日市町立石内小学校より分離され、五日市町立五月が丘小学校設立。
- 1985年（昭和60年）3月20日 - 広島市との合併により、広島市立五月が丘小学校と改称。

## 校区
- 広島市立五月が丘中学校の校区[1]
  - 五月が丘一丁目～五月が丘五丁目

## 学校周辺
- 五月が丘認定こども園
- 広島市立五月が丘中学校（校舎が隣り合っており、向かい合う形で立地している）

## アクセス
- JR西日本山陽本線 五日市駅下車
- 広島電鉄宮島線 広電五日市駅下車
- アストラムライン 広域公園前駅下車
- 広電バス、五月が丘団地・免許センター線「五月が丘三丁目中」停から徒歩5分